# Gerard Georg de Besche
Gerard Georg de Besche, född 12 mars 1702 i Lofta församling, Kalmar län, död 24 augusti 1761 i Östra Husby församling, Östergötlands län, var en svensk kammarherre.

## Biografi
Gerard Georg de Besche föddes 1702 på Ottinge i Lofta socken. Han var son till bruksägaren Isak de Besche och Christina Sabina von Berchner. de Besche blev 11 april 1715 student vid Uppsala universitet och blev 20 december 1728 hovjunkare. Han blev sedan kammarherre. de Besche avled 1761 på Mauritzberg i Östra Husby socken och begravdes i Nyköping.

### Egendom
de Besche ägde Nävekvarn i Tunabergs socken, Danbyholm i Björkviks socken, Stjärnholm och Ålberga i Kila socken och Mauritzberg i Östra Husby socken.

### Familj
de Besche gifte sig 17 juni 1729 med friherrinnan Maria Christina Ehrenkrona (1707–1764), dotter till presidenten Erik Gammal Ehrenkrona och Helena Ehrenbielke. De fick tillsammans barnen Helena Christina de Besche (1730–1765) som var gift med generalmajoren Christian Joakim Klingspor, Eva Christina de Besche (1732–1796) som var gift med landshövdingen Erik Jakob Lovisin, Maria Gustava de Besche (1734–1794) som var gift med överstelöjtnanten Fredrik Åkerhielm af Margrethelund, löjtnanten Erik Wathier de Besche (1736–1765) i Livregementet, Ulrika Juliana de Besche (1737–1797) som var gift med översten Carl Henrik Klingspor, Altea Sabina de Besche (1739–1740), Fredrika de Besche (1741–1741), Isak Vilhelm de Besche (1742–1743) och hovjunkaren Isak Georg de Besche (1748–1825).